# Deserto costiero dell'Eritrea
Il deserto costiero dell'Eritrea è un'ecoregione dell'ecozona afrotropicale, definita dal WWF (codice ecoregione: AT1304), che si estende lungo la costa africana dello stretto di Bab el-Mandeb, tra Eritrea e Gibuti.

## Territorio
Questa ecoregione è situata lungo le coste di Eritrea e Gibuti che si affacciano sul mar Rosso, e comprende alcuni gruppi di isole al largo, come le Sept Frères appartenenti al Gibuti. Il clima è caldo e arido, con precipitazioni medie annue inferiori ai 100 mm, anche se le precipitazioni sono estremamente variabili da un anno all'altro. La regione sperimenta temperature massime medie dell'ordine dei 33 °C, e presenta le temperature minime medie più alte dell'Africa (27 °C). Il basamento roccioso è costituito da lave vulcaniche che dall'acrocoro etiopico raggiungono il mar Rosso, seppellite da uno strato di regosol. Il paesaggio consiste in una piatta pianura ricoperta di sabbia o ghiaia situata al di sotto dei 200 metri di altitudine, interrotta ogni tanto da affioramenti rocciosi. La linea costiera è un susseguirsi di aree rocciose (come nei dintorni di Ras Siyan nel Gibuti), antiche barriere coralline rimaste esposte alla bassa marea e spiagge sabbiose. La popolazione umana della regione è molto scarsa e gli insediamenti permanenti sono pochi, per lo più villaggi di pescatori sparsi lungo la costa nei pressi delle insenature.

## Flora
La vegetazione è costituita da una steppa in cui crescono specie erbacee, come Aerva javanica, Cymbopogon schoenanthus, Panicum turgidum e Lasiurus scindicus, alberi sparsi di Acacia tortilis e Acacia asak e cespugli di Rhigozum somalense e Caesalpinia erianthera. Lungo la costa, vi sono distese di vegetazione alofila, e le poche insenature riparate sono ornate da formazioni di mangrovie come Rhizophora mucronata, Ceriops tagal e Avicennia marina. Nell'entroterra, la vegetazione sfuma pian piano nell'ecoregione delle praterie e macchie xerofile dell'Etiopia.

## Fauna
Nell'ecoregione sono presenti solamente tre specie quasi endemiche, tutte di rettili: la vipera fossoria dell'Ogaden (Atractaspis leucomelas), lo scinco cilindrico di Ragazzi (Chalcides ragazzii) e il geco dita a foglia indiano (Hemidactylus flaviviridis). Tuttavia, nessuna di queste è rigorosamente endemica della regione. Le gazzelle del deserto (Gazella dorcas) sono ancora relativamente comuni, mentre lo stato di conservazione di altre antilopi come la gazzella di Sömmerring (Nanger soemmerringii) e il dik-dik di Salt (Madoqua saltiana) non è noto con esattezza. Ogni autunno il settore dell'ecoregione appartenente al Gibuti diventa il sito di una delle maggiori migrazioni intercontinentali di rapaci del mondo. Centinaia di migliaia di rapaci asiatici ed europei attraversano lo stretto di Bab el-Mandeb dalla penisola arabica all'Africa. Gli studiosi hanno registrato la presenza di 26 specie di uccelli da preda, tra cui le più numerose sono la poiana (Buteo buteo vulpinus) e l'aquila delle steppe (Aquila nipalensis). Inoltre, le isole Sept Frères ospitano importanti colonie riproduttive di sterna di Bergius (Thalasseus bergii) e di sterna di Rüppell (Thalasseus bengalensis), mentre tartarughe verdi (Chelonia mydas) e tartarughe embricate (Eretmochelys imbricata) nidificano nelle spiagge delle insenature costiere più riparate.

## Conservazione
La costa è scarsamente popolata, e l'unica città di dimensioni ragguardevoli è il piccolo porto di Assab in Eritrea. Il pascolo del bestiame ha ridotto la vegetazione naturale della regione, dove inoltre non vi è nessun'area protetta, e si teme che il completamento della strada costiera tra Gibuti e Asmara, già in progetto, andrà ad influire sull'equilibrio ecologico della zona. Gazzelle, tartarughe di mare e uccelli marini sono oggetto di caccia da parte dei locali.